# Kosei Kitauchi
Kosei Kitauchi (født 25. april 1974) er en tidligere japansk fodboldspiller.
Han har spillet for flere forskellige klubber i sin karriere, herunder Sagan Tosu.